# Toini Nieminen
Toini Nieminen was een schaatsster uit Finland.

## Resultaten

### Wereldkampioenschappen
| Jaar | Jaar     | Plaats  | Resultaten   | Resultaten                                 |
| ---- | -------- | ------- | ------------ | ------------------------------------------ |
| 1939 | Allround | Tampere | 7e Allround  | 5e 500 m 6e 1000 m 8e 3000 m 7e 5000 m     |
| 1948 | Allround | Turku   | 12e Allround | 11e 500 m 12e 1000 m 12e 3000 m 12e 5000 m |

## Persoonlijke records
| Afstand    | Tijd     | Datum            | Baan    |
| ---------- | -------- | ---------------- | ------- |
| 500 meter  | 1.00,80  | 26 februari 1939 | Tampere |
| 1000 meter | 2.10,00  | 26 februari 1939 | Tampere |
| 3000 meter | 7.29,60  | 14 februari 1948 | Turku   |
| 5000 meter | 12.16,40 | 26 februari 1939 | Tampere |